# Андреосси, Гидо
Гидо Андреосси (исп. Guido Andreozzi; Пустой шаблон {{ВД-Преамбула}} ) — аргентинский теннисист. Победитель двух турниров ATP в парном разряде.

## Общая информация
Родился 5 августа 1991 года в Буэнос-Айресе, в Аргентине.

## Спортивная карьера
В 2010—2022 годах стал победителем девяти турниров серии «Челленджер» и шести турниров серии «Фьючерс» в одиночном разряде.
И в 2011—2025 годах стал победителем ещё тридцати девяти турниров серии «Челленджер» и трёх турниров серии «Фьючерс» в парном разряде.

### 2025
В середине февраля 2025 года вместе с французом Тео Аррибаже стал победителем в парном разряде турнира категории ATP 250 Argentina Open в Буэнос-Айресе (Аргентина), где они в финале победили бразильскую пару Рафаэл Матос и Марсело Мело со счётом 7-5, 4-6, [10:7].